# Mecoptera
Mecoptera, del griego: mecos = "largo", ptera = "ala" es un orden de insectos neópteros holometábolos terrestres que pertenecen al superorden Mecopteroidea. Presentan un cuerpo tubuliforme y las piezas bucales sumamente largas formando una especie de pico o rostro con mandíbulas modificadas. Los órganos reproductores de algunos machos recuerdan el postabdomen de los escorpiones, por lo que también son conocidos con la denominación de moscas escorpión. A pesar de ello, los mecópteros son totalmente inofensivos. Se conocen unas 600 especies vivas repartidas en unos 34 géneros (y unas 400 especies extintas en unos 87 géneros).
Estos insectos normalmente se encuentran en las zonas boscosas húmedas (a menudo cerca de cursos acuáticos) con abundante vegetación, las hembras depositan sus huevos en el suelo, y las larvas se alimentan en general de las hojas en descomposición y de las materias que forman el mantillo en general. Algunas especies son capaces de atacar a otros insectos a los cuales devoran, y con frecuencia se les ve colgando de sus patas anteriores, agarradas a las hojas o ramitas, prestas a coger con las posteriores pequeños insectos o arañas. Algunas especies de mecópteros se alimentan de néctar y también comen pétalos de flores; sus larvas, en cambio, se nutren de una gran variedad de hojas de plantas comunes. No se encuentran activos durante la mayor parte del año.

## Morfología

### Puesta y huevos
Los huevos de este grupo tienen forma poliédrica o esférica y se encuentran en el suelo, que es donde hacen la puesta las hembras. Ésta se compone de un grupo de huevos conglomerados con secreciones de la madre y se colocan en zonas húmedas para que los huevos puedan la absorber y eclosionar Hay algunas excepciones, como los Boreidae, que ponen los huevos de uno en uno entre el musgo, o los Bittacidae, que dejan caer su puesta mientras están colgados de la vegetación. 

### Larva
Las larvas, que emergen de los huevos cuando las condiciones ambientales son las adecuadas, son cilíndricas y eclerotizadas, presentan antenas cortas, tres pares de patas eruciformes y falsas patas abdominales para el desplazamiento. Sus piezas bucales están adaptadas a la masticación. Muchas presentan ocelos, aunque algunas tienen ojos compuestos. La larva pasa entre cuatro y siete estadios durante el año de su eclosión. Posteriormente, cuando termina de pasar por todos sus estadios excava un agujero en la tierra o se adentra entre la vegetación y busca un buen lugar para pupar.

### Pupa
El estado de pupa que presentan se denomina déctica. Estas son ninfas sin capullo con mandíbulas funcionales y exarada, es decir, que tiene los apéndices no soldados al cuerpo, libres. De esta pupa protegida en un agujero excavado o protegida entre la vegetación saldrá el individuo adulto.

### Adulto
En fase adulta miden, de forma general, entre 2 y 40 mm de longitud. Una estructura de lo más característica del grupo son las mandíbulas modificadas. Tienen una forma alargada y crean una estructura llamada pico o rostro, aunque hay familias como Meropeidae y Nannochoristidae que no presentan esta modificación.
La posición de la cabeza es ortognata, y presenta un par de antenas, dos pares de palpos, 3 ocelos en la zona frontal y un par de ojos compuestos en los laterales. Tiene una forma corporal (tórax y abdomen) generalmente tubular y presenta unas patas largas, las cuales usan para capturar presas, marchar o saltar.
Los tarsos de las patas tienen 5 artejos y 1 o 2 uñas terminales largas para poder realizar las funciones dichas anteriormente.
Presentan unas alas más largas que el cuerpo y con manchas zonas más oscuras que otras siguiendo diferentes patrones. A pesar del gran tamaño de alado que presentan, generalmente no son muy buenos voladores.
La terminalia (parte terminal del abdomen), sobre todo en los machos, está muy desarrollada y tiene forma globosa, lo que recuerda al postabdomen de los escorpiones; de ahí viene su nombre común. En el órgano copulador hay unas estructuras, llamadas hypovalvas, que sirven para sujetar a la pareja a la hora de copular y mantener el contacto con el poro copulador femenino. Estas estructuras son un carácter taxonómico importante para determinar especies. Las hembras tienen un ovipositor con 2 cercos en el extremo.

## Ecología

### Hábitat
Los mecópteros son insectos que generalmente habitan en ambientes húmedos, aunque algunas especies se adaptan a hábitats semidesérticos. Las moscas escorpión de la familia Panorpidae suelen encontrarse en bosques con hojarasca húmeda, mientras que las moscas escorpión de las nieves de la familia Boreidae emergen en invierno y se ven en campos nevados y áreas con musgo. Por otro lado, las moscas colgantes de la familia Bittacidae se encuentran en bosques, pastizales y cuevas con altos niveles de humedad. Estas preferencias de hábitat reflejan las adaptaciones de los mecópteros a diferentes entornos, enriqueciendo la diversidad de insectos en estos lugares.

### Alimentación
Tanto las larvas como los adultos de los mecópteros pueden adoptar diferentes roles alimentarios. Entre estos se encuentran los depredadores, que cazan activamente a otros insectos más pequeños. También pueden actuar como carroñeros o necrófagos, alimentándose de materia en descomposición, y detritívoros, consumiendo materia vegetal en descomposición.
En la mayoría de las especies depredadoras de mecópteros, los adultos se alimentan de insectos de cuerpo blando, como los dípteros. Estas presas, que son capturadas a cualquier hora del día o de la noche (aunque algunas especies muestran preferencia por la actividad diurna), constituyen una fuente alimentaria significativa para ellos. En la familia Bittacidae, la caza es llevada a cabo principalmente por los machos, mientras que las hembras se alimentan habitualmente de néctar o de las presas que los machos les ofrecen durante el apareamiento, a veces obtenidas incluso de telarañas.
Además, algunos miembros de la familia Boreidae se alimentan específicamente de musgos, utilizando estas plantas como fuente principal de nutrición.

### Depredadores
El orden de los mecópteros tiene varios depredadores en su entorno natural. Si bien las larvas y los adultos pueden actuar como depredadores en sí mismos, también son objeto de depredación por parte de otras especies. Entre los principales depredadores de los mecópteros se encuentran aves insectívoras como golondrinas, vencejos y pájaros carpinteros, que se alimentan de ellos en vuelo o aprovechan su presencia en el suelo o en la vegetación. Además, algunos reptiles y anfibios, como lagartijas y ranas, también pueden incluir a los mecópteros en su dieta.

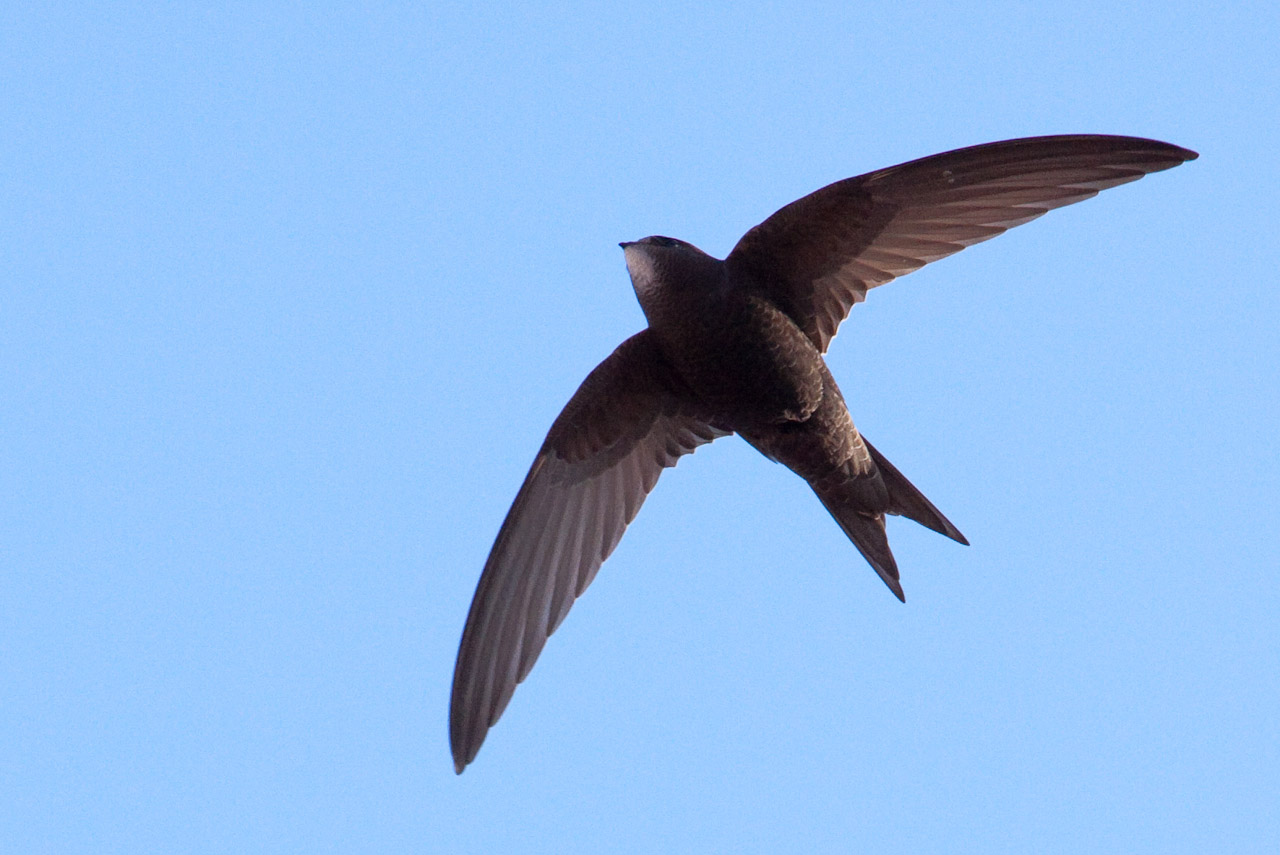
Vencejo (Apus apus), típico depredador del orden Mecoptera

En cuanto a los depredadores terrestres, se ha observado que algunas especies de hormigas y arañas se alimentan de mecópteros. Estos pequeños artrópodos son presa para las hormigas, que pueden cazar a las larvas o adultos cuando los encuentran en su camino. Por su parte, las arañas, especialmente las tejedoras de telarañas, pueden atrapar a los mecópteros que se acercan a sus redes en busca de alimento.

### Reproducción
El orden de los mecópteros presenta una variedad de estrategias reproductivas en su ciclo de vida. En la mayoría de las especies, la reproducción comienza con un cortejo elaborado, donde los machos realizan exhibiciones visuales y comportamientos específicos para atraer a las hembras. Estos rituales de cortejo pueden incluir movimientos de las alas, vibraciones corporales y la liberación de feromonas.
Una vez que se ha establecido la pareja, la cópula tiene lugar. En algunas especies, como las moscas escorpión (familia Panorpidae), la cópula puede ocurrir en el suelo o en perchas elevadas, mientras que en otras, como las moscas colgantes (familia Bittacidae), se lleva un cabo en posición suspendida de un soporte, generalmente el envés de una hoja.

### Ciclo vital
La hembra de los mecópteros deposita los huevos en lugares que mantienen contacto directo con la humedad. Estos huevos suelen absorber agua y aumentar de tamaño después de ser puestos. En especies que viven en climas cálidos, los huevos pueden permanecer sin eclosionar durante varios meses, y las larvas emergen únicamente cuando finaliza la estación seca. Sin embargo, en la mayoría de los casos, los huevos eclosionan después de un período relativamente corto.
Las larvas de los mecópteros son similares a las orugas, presentando patas verdaderas cortas con garras y una serie de propatas abdominales. Poseen cabezas esclerotizadas con piezas bucales mandibuladas y ojos compuestos, una característica única entre los insectos que sufren metamorfosis completa. El décimo segmento abdominal de las larvas cuenta con un disco de succión o, en algunos casos menos comunes, un par de ganchos. Por lo general, se alimentan de vegetación o buscan insectos muertos, aunque también se conocen larvas con hábitos de depredadores.
Durante su etapa de pupa, las larvas se arrastran en el suelo o en madera en descomposición, sin tejer un capullo. Las pupas son móviles, lo que significa que las extremidades están libres del cuerpo y pueden mover sus mandíbulas, aunque permanecerán completamente inmóviles en otros aspectos. En entornos más secos, las pupas pueden entrar en un estado de diapausa durante varios meses antes de emerger como adultos cuando las condiciones se vuelven más favorables.

## Posición filogenética

### Dentro de Holometabola
Mecoptera pertenece al clado de los holometábolos. Se encuentran dentro del grupo monofilético Mecopterida (Trichoptera+Lepidoptera+Diptera+Siphonaptera+Mecoptera) propuesto por Song et. al., 2016 aunque, como se discute posteriormente, las relaciones filogenéticas dentro del grupo Mecopterida son controversiales.

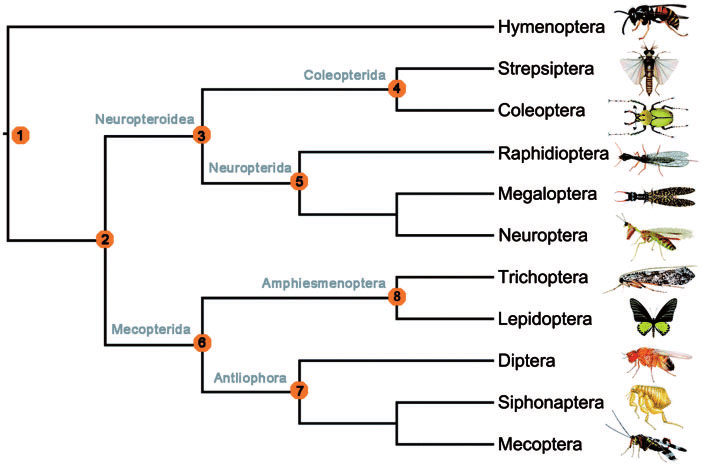
Posición filogenética de Mecoptera dentro de Holometabola según análisis de genes nucleares. Song et. al., 2016.

### Dentro de Antliophora
La situación filogenética del orden Mecoptera es difícil de resolver ya que, según qué tipos de moléculas se analizan, los resultados en cuanto a monofilia o parafilia difieren.
Según una serie de análisis de un número reducido de genes: 18S y 28S rRNA, cox2 y EF-1α, Mecoptera sería un grupo parafilético. Por otra parte, a través del análisis de nucleótidos, aminoácidos y un total de 1478 genes codificantes de proteínas, se concluye que se trataría de un grupo monofilético La controversia de la parafilia (Cladograma 1) se daría sobre todo en 2 de las 9 familias existentes de Mecoptera; Boreidae y Nannochoristidae Las restantes 7 familias, suponiendo que Mecoptera es un clado monofilético, se agrupan en un clado llamado Pistillifera. Diversos estudios sitúan a las moscas escorpión como grupo hermano de Siphonaptera, dentro del grupo Antliophora, junto con Diptera (Cladograma 2). 
Cladograma 1: Parafilia de Mecoptera (Pistillifera, Boreidae y Nannochoristidae) en relación con Hymenoptera y Amphiesmenoptera (Trichoptera y Lepidoptera). 
|  | Boreidae                                                          |
|  |                                                                   |
|  | \| \| Nannochoristidae \| \| \| \| \| \| Siphonaptera \| \| \| \| |
|  |                                                                   |
|  | Nannochoristidae                                                  |
|  |                                                                   |
|  | Siphonaptera                                                      |
|  |                                                                   |

|  | Nannochoristidae |
|  |                  |
|  | Siphonaptera     |
|  |                  |

|  | Boreidae                                                          |
|  |                                                                   |
|  | \| \| Nannochoristidae \| \| \| \| \| \| Siphonaptera \| \| \| \| |
|  |                                                                   |
|  | Nannochoristidae                                                  |
|  |                                                                   |
|  | Siphonaptera                                                      |
|  |                                                                   |

|  | Nannochoristidae |
|  |                  |
|  | Siphonaptera     |
|  |                  |

|  | Boreidae                                                          |
|  |                                                                   |
|  | \| \| Nannochoristidae \| \| \| \| \| \| Siphonaptera \| \| \| \| |
|  |                                                                   |
|  | Nannochoristidae                                                  |
|  |                                                                   |
|  | Siphonaptera                                                      |
|  |                                                                   |

|  | Nannochoristidae |
|  |                  |
|  | Siphonaptera     |
|  |                  |

|  | Boreidae                                                          |
|  |                                                                   |
|  | \| \| Nannochoristidae \| \| \| \| \| \| Siphonaptera \| \| \| \| |
|  |                                                                   |
|  | Nannochoristidae                                                  |
|  |                                                                   |
|  | Siphonaptera                                                      |
|  |                                                                   |

|  | Nannochoristidae |
|  |                  |
|  | Siphonaptera     |
|  |                  |

|  | Trichoptera |
|  |             |
|  | Lepidoptera |
|  |             |

|  | Boreidae                                                          |
|  |                                                                   |
|  | \| \| Nannochoristidae \| \| \| \| \| \| Siphonaptera \| \| \| \| |
|  |                                                                   |
|  | Nannochoristidae                                                  |
|  |                                                                   |
|  | Siphonaptera                                                      |
|  |                                                                   |

|  | Nannochoristidae |
|  |                  |
|  | Siphonaptera     |
|  |                  |

|  | Boreidae                                                          |
|  |                                                                   |
|  | \| \| Nannochoristidae \| \| \| \| \| \| Siphonaptera \| \| \| \| |
|  |                                                                   |
|  | Nannochoristidae                                                  |
|  |                                                                   |
|  | Siphonaptera                                                      |
|  |                                                                   |

|  | Nannochoristidae |
|  |                  |
|  | Siphonaptera     |
|  |                  |

|  | Boreidae                                                          |
|  |                                                                   |
|  | \| \| Nannochoristidae \| \| \| \| \| \| Siphonaptera \| \| \| \| |
|  |                                                                   |
|  | Nannochoristidae                                                  |
|  |                                                                   |
|  | Siphonaptera                                                      |
|  |                                                                   |

|  | Nannochoristidae |
|  |                  |
|  | Siphonaptera     |
|  |                  |

|  | Boreidae                                                          |
|  |                                                                   |
|  | \| \| Nannochoristidae \| \| \| \| \| \| Siphonaptera \| \| \| \| |
|  |                                                                   |
|  | Nannochoristidae                                                  |
|  |                                                                   |
|  | Siphonaptera                                                      |
|  |                                                                   |

|  | Nannochoristidae |
|  |                  |
|  | Siphonaptera     |
|  |                  |

|  | Trichoptera |
|  |             |
|  | Lepidoptera |
|  |             |

|  | Boreidae                                                          |
|  |                                                                   |
|  | \| \| Nannochoristidae \| \| \| \| \| \| Siphonaptera \| \| \| \| |
|  |                                                                   |
|  | Nannochoristidae                                                  |
|  |                                                                   |
|  | Siphonaptera                                                      |
|  |                                                                   |

|  | Nannochoristidae |
|  |                  |
|  | Siphonaptera     |
|  |                  |

|  | Boreidae                                                          |
|  |                                                                   |
|  | \| \| Nannochoristidae \| \| \| \| \| \| Siphonaptera \| \| \| \| |
|  |                                                                   |
|  | Nannochoristidae                                                  |
|  |                                                                   |
|  | Siphonaptera                                                      |
|  |                                                                   |

|  | Nannochoristidae |
|  |                  |
|  | Siphonaptera     |
|  |                  |

|  | Boreidae                                                          |
|  |                                                                   |
|  | \| \| Nannochoristidae \| \| \| \| \| \| Siphonaptera \| \| \| \| |
|  |                                                                   |
|  | Nannochoristidae                                                  |
|  |                                                                   |
|  | Siphonaptera                                                      |
|  |                                                                   |

|  | Nannochoristidae |
|  |                  |
|  | Siphonaptera     |
|  |                  |

|  | Boreidae                                                          |
|  |                                                                   |
|  | \| \| Nannochoristidae \| \| \| \| \| \| Siphonaptera \| \| \| \| |
|  |                                                                   |
|  | Nannochoristidae                                                  |
|  |                                                                   |
|  | Siphonaptera                                                      |
|  |                                                                   |

|  | Nannochoristidae |
|  |                  |
|  | Siphonaptera     |
|  |                  |

|  | Trichoptera |
|  |             |
|  | Lepidoptera |
|  |             |

|  | Boreidae                                                          |
|  |                                                                   |
|  | \| \| Nannochoristidae \| \| \| \| \| \| Siphonaptera \| \| \| \| |
|  |                                                                   |
|  | Nannochoristidae                                                  |
|  |                                                                   |
|  | Siphonaptera                                                      |
|  |                                                                   |

|  | Nannochoristidae |
|  |                  |
|  | Siphonaptera     |
|  |                  |

|  | Boreidae                                                          |
|  |                                                                   |
|  | \| \| Nannochoristidae \| \| \| \| \| \| Siphonaptera \| \| \| \| |
|  |                                                                   |
|  | Nannochoristidae                                                  |
|  |                                                                   |
|  | Siphonaptera                                                      |
|  |                                                                   |

|  | Nannochoristidae |
|  |                  |
|  | Siphonaptera     |
|  |                  |

|  | Boreidae                                                          |
|  |                                                                   |
|  | \| \| Nannochoristidae \| \| \| \| \| \| Siphonaptera \| \| \| \| |
|  |                                                                   |
|  | Nannochoristidae                                                  |
|  |                                                                   |
|  | Siphonaptera                                                      |
|  |                                                                   |

|  | Nannochoristidae |
|  |                  |
|  | Siphonaptera     |
|  |                  |

|  | Boreidae                                                          |
|  |                                                                   |
|  | \| \| Nannochoristidae \| \| \| \| \| \| Siphonaptera \| \| \| \| |
|  |                                                                   |
|  | Nannochoristidae                                                  |
|  |                                                                   |
|  | Siphonaptera                                                      |
|  |                                                                   |

|  | Nannochoristidae |
|  |                  |
|  | Siphonaptera     |
|  |                  |

|  | Trichoptera |
|  |             |
|  | Lepidoptera |
|  |             |

Cladograma 2: Monofilia de Mecoptera como grupo hermano de Siphonaptera (dentro de Antliophora) 
|  | \| \| Pistillifera \| \| \| \| \| \| Boreidae \| \| \| \| |
|  |                                                           |
|  | Nannochoristidae                                          |
|  |                                                           |
|  | Pistillifera                                              |
|  |                                                           |
|  | Boreidae                                                  |
|  |                                                           |

|  | Pistillifera |
|  |              |
|  | Boreidae     |
|  |              |

|  | \| \| Pistillifera \| \| \| \| \| \| Boreidae \| \| \| \| |
|  |                                                           |
|  | Nannochoristidae                                          |
|  |                                                           |
|  | Pistillifera                                              |
|  |                                                           |
|  | Boreidae                                                  |
|  |                                                           |

|  | Pistillifera |
|  |              |
|  | Boreidae     |
|  |              |

|  | \| \| Pistillifera \| \| \| \| \| \| Boreidae \| \| \| \| |
|  |                                                           |
|  | Nannochoristidae                                          |
|  |                                                           |
|  | Pistillifera                                              |
|  |                                                           |
|  | Boreidae                                                  |
|  |                                                           |

|  | Pistillifera |
|  |              |
|  | Boreidae     |
|  |              |

|  | \| \| Pistillifera \| \| \| \| \| \| Boreidae \| \| \| \| |
|  |                                                           |
|  | Nannochoristidae                                          |
|  |                                                           |
|  | Pistillifera                                              |
|  |                                                           |
|  | Boreidae                                                  |
|  |                                                           |

|  | Pistillifera |
|  |              |
|  | Boreidae     |
|  |              |

|  | Trichoptera |
|  |             |
|  | Lepidoptera |
|  |             |

|  | \| \| Pistillifera \| \| \| \| \| \| Boreidae \| \| \| \| |
|  |                                                           |
|  | Nannochoristidae                                          |
|  |                                                           |
|  | Pistillifera                                              |
|  |                                                           |
|  | Boreidae                                                  |
|  |                                                           |

|  | Pistillifera |
|  |              |
|  | Boreidae     |
|  |              |

|  | \| \| Pistillifera \| \| \| \| \| \| Boreidae \| \| \| \| |
|  |                                                           |
|  | Nannochoristidae                                          |
|  |                                                           |
|  | Pistillifera                                              |
|  |                                                           |
|  | Boreidae                                                  |
|  |                                                           |

|  | Pistillifera |
|  |              |
|  | Boreidae     |
|  |              |

|  | \| \| Pistillifera \| \| \| \| \| \| Boreidae \| \| \| \| |
|  |                                                           |
|  | Nannochoristidae                                          |
|  |                                                           |
|  | Pistillifera                                              |
|  |                                                           |
|  | Boreidae                                                  |
|  |                                                           |

|  | Pistillifera |
|  |              |
|  | Boreidae     |
|  |              |

|  | \| \| Pistillifera \| \| \| \| \| \| Boreidae \| \| \| \| |
|  |                                                           |
|  | Nannochoristidae                                          |
|  |                                                           |
|  | Pistillifera                                              |
|  |                                                           |
|  | Boreidae                                                  |
|  |                                                           |

|  | Pistillifera |
|  |              |
|  | Boreidae     |
|  |              |

|  | Trichoptera |
|  |             |
|  | Lepidoptera |
|  |             |

|  | \| \| Pistillifera \| \| \| \| \| \| Boreidae \| \| \| \| |
|  |                                                           |
|  | Nannochoristidae                                          |
|  |                                                           |
|  | Pistillifera                                              |
|  |                                                           |
|  | Boreidae                                                  |
|  |                                                           |

|  | Pistillifera |
|  |              |
|  | Boreidae     |
|  |              |

|  | \| \| Pistillifera \| \| \| \| \| \| Boreidae \| \| \| \| |
|  |                                                           |
|  | Nannochoristidae                                          |
|  |                                                           |
|  | Pistillifera                                              |
|  |                                                           |
|  | Boreidae                                                  |
|  |                                                           |

|  | Pistillifera |
|  |              |
|  | Boreidae     |
|  |              |

|  | \| \| Pistillifera \| \| \| \| \| \| Boreidae \| \| \| \| |
|  |                                                           |
|  | Nannochoristidae                                          |
|  |                                                           |
|  | Pistillifera                                              |
|  |                                                           |
|  | Boreidae                                                  |
|  |                                                           |

|  | Pistillifera |
|  |              |
|  | Boreidae     |
|  |              |

|  | \| \| Pistillifera \| \| \| \| \| \| Boreidae \| \| \| \| |
|  |                                                           |
|  | Nannochoristidae                                          |
|  |                                                           |
|  | Pistillifera                                              |
|  |                                                           |
|  | Boreidae                                                  |
|  |                                                           |

|  | Pistillifera |
|  |              |
|  | Boreidae     |
|  |              |

|  | Trichoptera |
|  |             |
|  | Lepidoptera |
|  |             |

|  | \| \| Pistillifera \| \| \| \| \| \| Boreidae \| \| \| \| |
|  |                                                           |
|  | Nannochoristidae                                          |
|  |                                                           |
|  | Pistillifera                                              |
|  |                                                           |
|  | Boreidae                                                  |
|  |                                                           |

|  | Pistillifera |
|  |              |
|  | Boreidae     |
|  |              |

|  | \| \| Pistillifera \| \| \| \| \| \| Boreidae \| \| \| \| |
|  |                                                           |
|  | Nannochoristidae                                          |
|  |                                                           |
|  | Pistillifera                                              |
|  |                                                           |
|  | Boreidae                                                  |
|  |                                                           |

|  | Pistillifera |
|  |              |
|  | Boreidae     |
|  |              |

|  | \| \| Pistillifera \| \| \| \| \| \| Boreidae \| \| \| \| |
|  |                                                           |
|  | Nannochoristidae                                          |
|  |                                                           |
|  | Pistillifera                                              |
|  |                                                           |
|  | Boreidae                                                  |
|  |                                                           |

|  | Pistillifera |
|  |              |
|  | Boreidae     |
|  |              |

|  | \| \| Pistillifera \| \| \| \| \| \| Boreidae \| \| \| \| |
|  |                                                           |
|  | Nannochoristidae                                          |
|  |                                                           |
|  | Pistillifera                                              |
|  |                                                           |
|  | Boreidae                                                  |
|  |                                                           |

|  | Pistillifera |
|  |              |
|  | Boreidae     |
|  |              |

|  | Trichoptera |
|  |             |
|  | Lepidoptera |
|  |             |

## Diversidad
Aunque Mecoptera contiene alrededor de 600 especies, las diferencias morfológicas y ecológicas entre familias son notables. La diversidad fósil es mucho más amplia (87 géneros entonces vs 34 géneros actuales) desde individuos con morfología de mosquito, con dos pares de alas y partes bucales alargadas hasta ectoparásitos no alados con longitudes de patas altamente variables asemejándose al grupo hermano Siphonaptera.
Familias existentes y características generales:
- Apteropanoridae: 4 sp. Especies ápteras adaptadas a condiciones climáticas frías, en zonas de alta elevación y precipitaciones,[8] con distribución austral.[9] Se cree que se trata de una familia relicta que refleja los cambios climáticos y vegetacionales de las zonas donde habita (Australia)[9]
  - Géneros: Apteropanorpa.

- Bittacidae: 150 sp. Especies de apariencia típica de mecóptero, semejante morfológicamente a miembros del grupo Tipulidae (Diptera),[8] aunque los miembros de Bittacidae tienen dos pares de alas en vez de uno. Contiene el orden Bittacus, con aproximadamente el 75% de las especies del total de la familia. La mayoría de Bittacidae se encuentran mundialmente dispersos, aunque algunos géneros solo se encuentran en Sudamérica o Australia.
  - Géneros: Anabittacus, Anomalobittacus, Apterobittacus, Austrobittacus, Bittacus, Endriobittacus, Harpobittacus, Hylobittacus, Issikiella, Kalobittacus, Nannobittacus, Neobittacus, Orobittacus, Pazius, Symbittacus, Tythobittacus.

- Boreidae: especies ápteras adaptadas a condiciones climáticas frías y en zonas elevadas. Se suelen alimentar de musgos y mover por la nieve a modo de dispersión. Dentro de la hipótesis parafilética de Mecoptera, se cree que Boreidae sería el grupo hermano de Siphonaptera,[10] estando más emparentados con los sifonápteros que con otros mecópteros.
  - Géneros: Boreus, Caurinus, Hesperoboreus.

- Choristidae: especies con larvas eruciformes y terrestres. Presentan dos pares de alas, con la vena cubital anterior fusionada basalmente con la vena distal M.[11] Se alimentan de musgo y son endémicas de Australia.
  - Géneros: Chorista, Meridiochorista, Taeniochorista.

- Eomeropidae: 1 sp. Especie con distribución restringida al sur de Chile.[12] Cuenta con tan solo una especie y muchas otras fósiles. Cuerpo y ecología muy semejante al de las cucarachas. Se le considera fósil viviente debido a su característica como única especie actual de la familia en cuestión.
  - Géneros: Notiothauma.

- Meropeidae: 3 sp. Especies de cuerpo “aplastado” semejante a Blattodea con pterigopodios (estructuras reproductoras) elongados. Hay 3 especies actuales, con distribución en América del Norte, Sudamérica y Australia, respectivamente. Se trata de una familia de interés ya que se presume que ocupan una posición basal en la filogenia de Mecoptera.[13]
  - Géneros: Austromerope, Merope.

- Nannochoristidae: 8sp. Especies con larvas acuáticas depredadoras semejantes a larvas de díptero y de sifonáptero.[8] Se cree que son los únicos insectos holometábolos los cuales tienen ojos compuestos en su etapa larval.[14] Las especies actuales viven en Nueva Zelanda, Australia, Tasmania y Chile, por lo que es posible que se originaran en el antiguo supercontinente de Gondwana, hace alrededor de 270 millones de años.
  - Géneros: Microchorista, Nanochorista.

- Panorpidae: 350 sp. Se encuentran ampliamente distribuidos en el Hemisferio Norte. Poseen antenas filiformes y dos pares de antenas. Tienen una estructura facial alargada característica del orden Mecoptera, con una alimentación carroñera y depredadora, entre otros.[15] Los machos tienen los genitales agrandados y elevados sobre el cuerpo, lo que les da un aspecto similar al aguijón de los escorpiones, de ahí el nombre común de moscas escorpión.
  - Géneros: Aulops, Cerapanorpa, Dicerapanorpa, Furcatopanorpa, Leptopanorpa, Neopanorpa, Panorpa, Sinopanorpa.

- Panorpodidae: 13 sp. Distribución en Norteamérica, Japón y Corea. Presentan piezas bucales muy cortas (a diferencia de Panorpidae).[16] Se presume que ambos géneros existentes son fitófagos.
  - Géneros: Brachypanorpa, Panorpodes.

## Importancia ecológica, económica y social
Algunas especies del orden Mecoptera pueden usarse como control biológico de plagas importantes, que dañan los cultivos y bosques, como las que provocan algunos lepidópteros como orugas y polillas, ya que son uno de sus presas naturales. Usándolos con prudencia y estudio de su posible impacto negativo en el ecosistema, pueden reducir las poblaciones de plagas y los daños por depredación y provocar así menores pérdidas económicas y ecológicas. 
El orden Mecoptera tiene importancia cultural y científica, ya que es un orden muy importante en la investigación paleontológica de los ecosistemas extintos y en la construcción de relaciones filogenéticas de los insectos. Existen gran número de fósiles de este orden ya que fueron un grupo muy abundante y diverso en el pasado; de hecho, se habla de que podría ser el grupo de insectos más antiguo. Que actualmente sigan existiendo ejemplares de un grupo tan primitivo como es Mecoptera, permite estudiar la evolución y filogenia de los insectos fácilmente; se puede obtener información genética de individuos de este orden y comparar su genoma con el de otros insectos gracias a los innovadores métodos genéticos.  

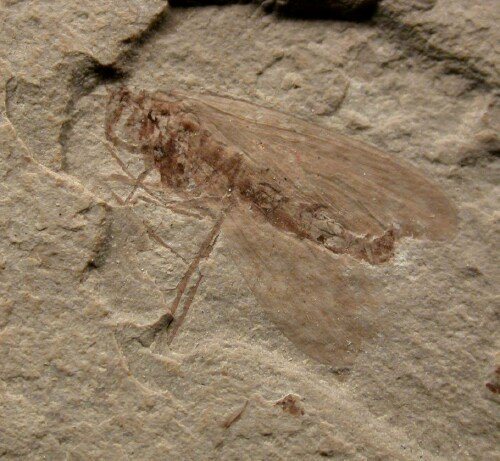
Fósil de Mecoptera del cretácico inferior (125 m.a). Formación Yixian, Chao Yang, provincia china de Liaoning.

Las moscas escorpión también tienen importancia en el ámbito  de la entomología forense. Una de las metodologías para saber cuando ha fallecido una persona es estudiando la comunidad de insectos que se encuentra en ella y, las moscas escorpión son uno de estos insectos que proporcionan información sobre el tiempo que lleva un individuo fallecido. Si aparecen mecópteros en un cuerpo, indican que aún está fresco, que hace poco que ha muerto.
Los mecópteros a veces se describen como "siniestros", particularmente por la "cola" levantada del macho que se asemeja a la picadura de un escorpión. Una creencia popular pero incorrecta es que pueden picar con la cola.

## Galería

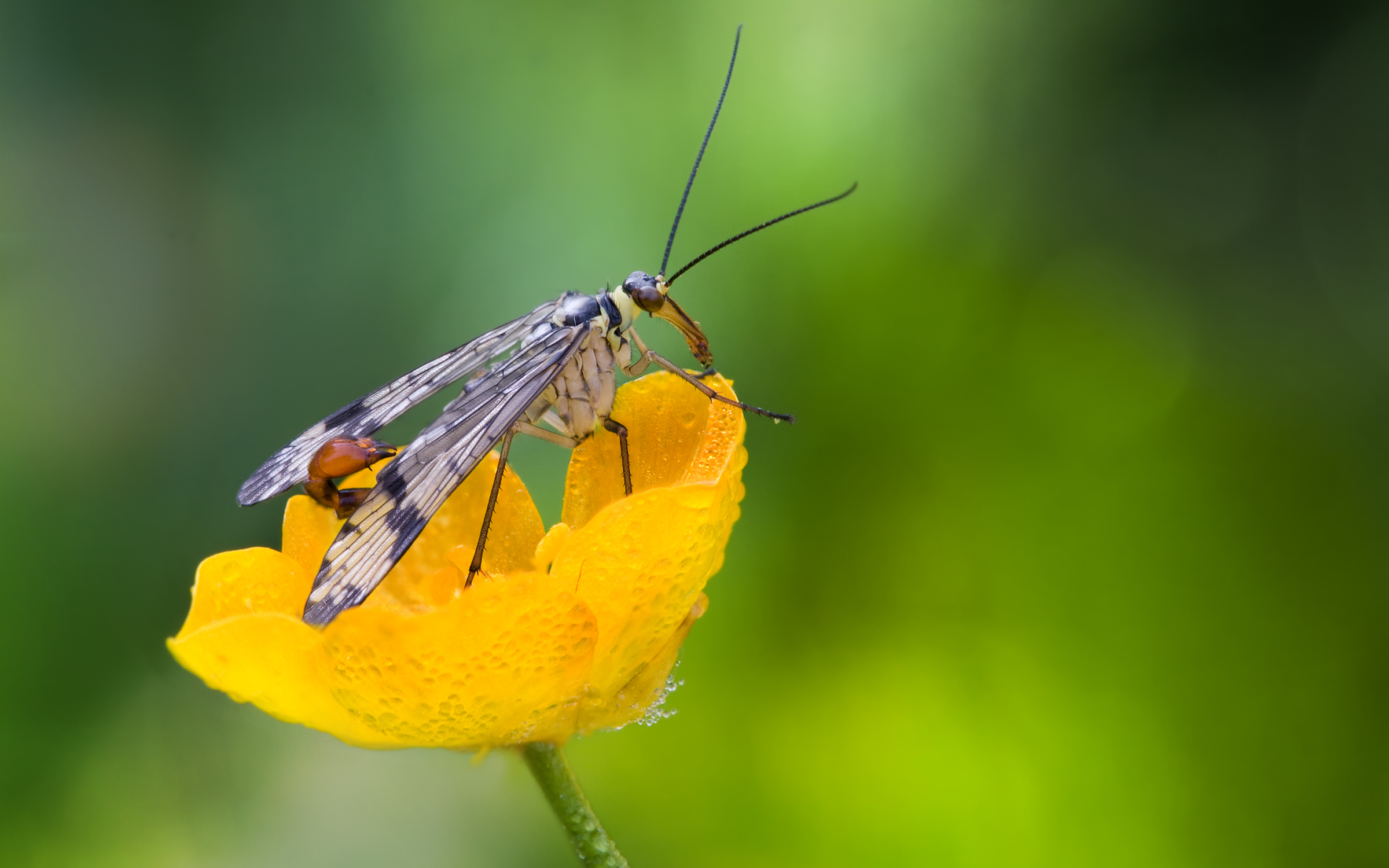
Panorpa communis
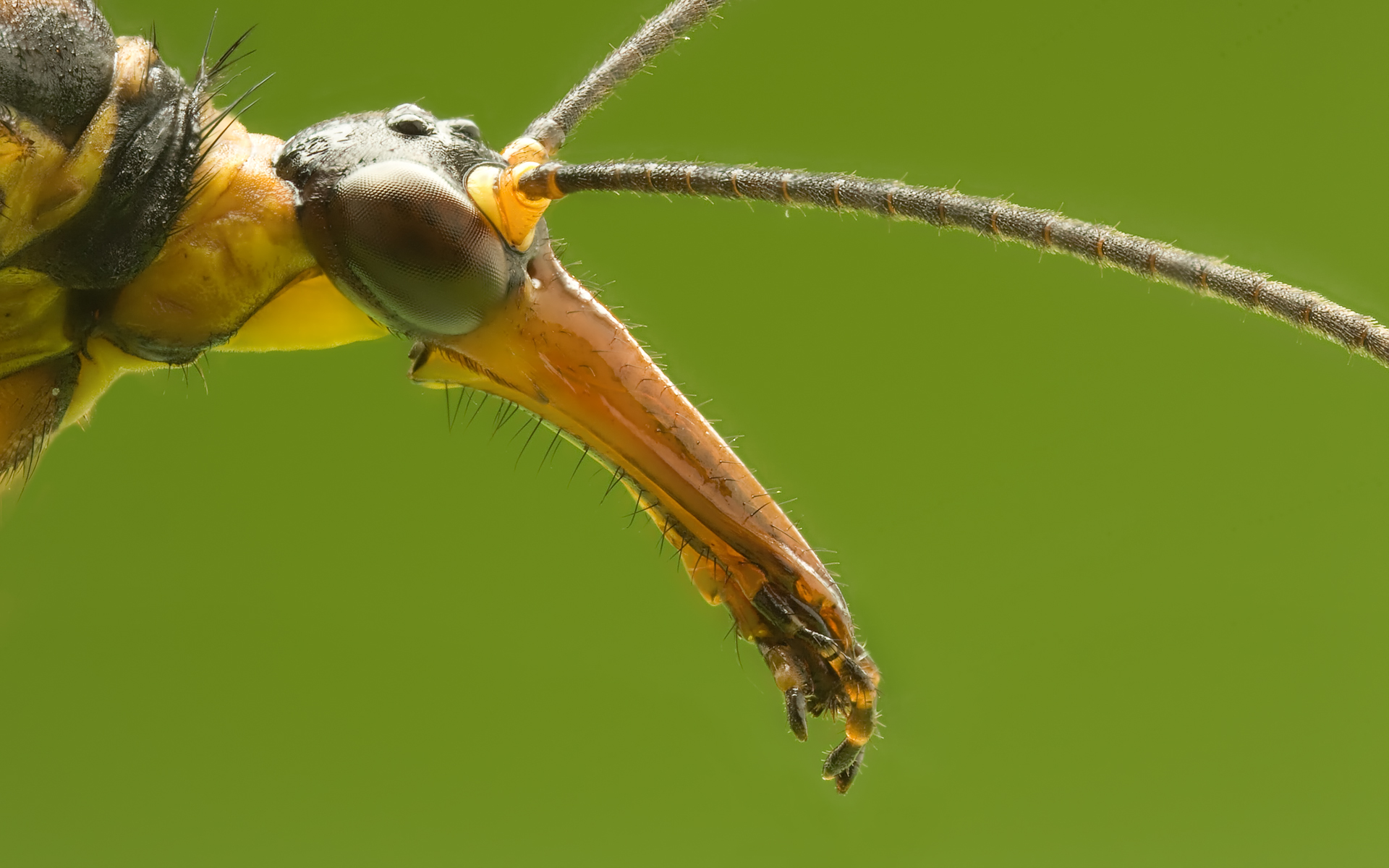
Cabeza de Panorpa communis
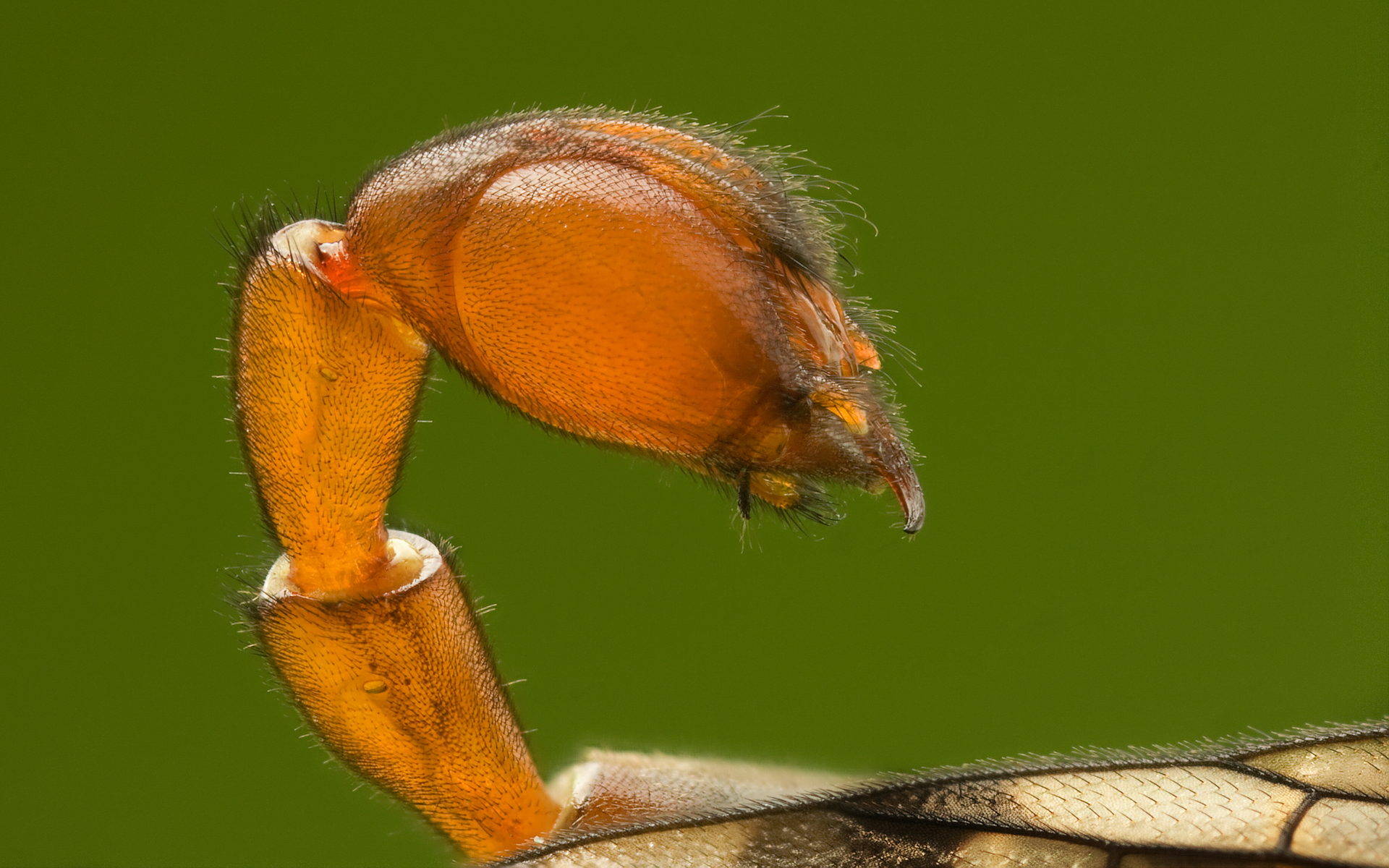
Ápice del abdomen del macho de Panorpa communis
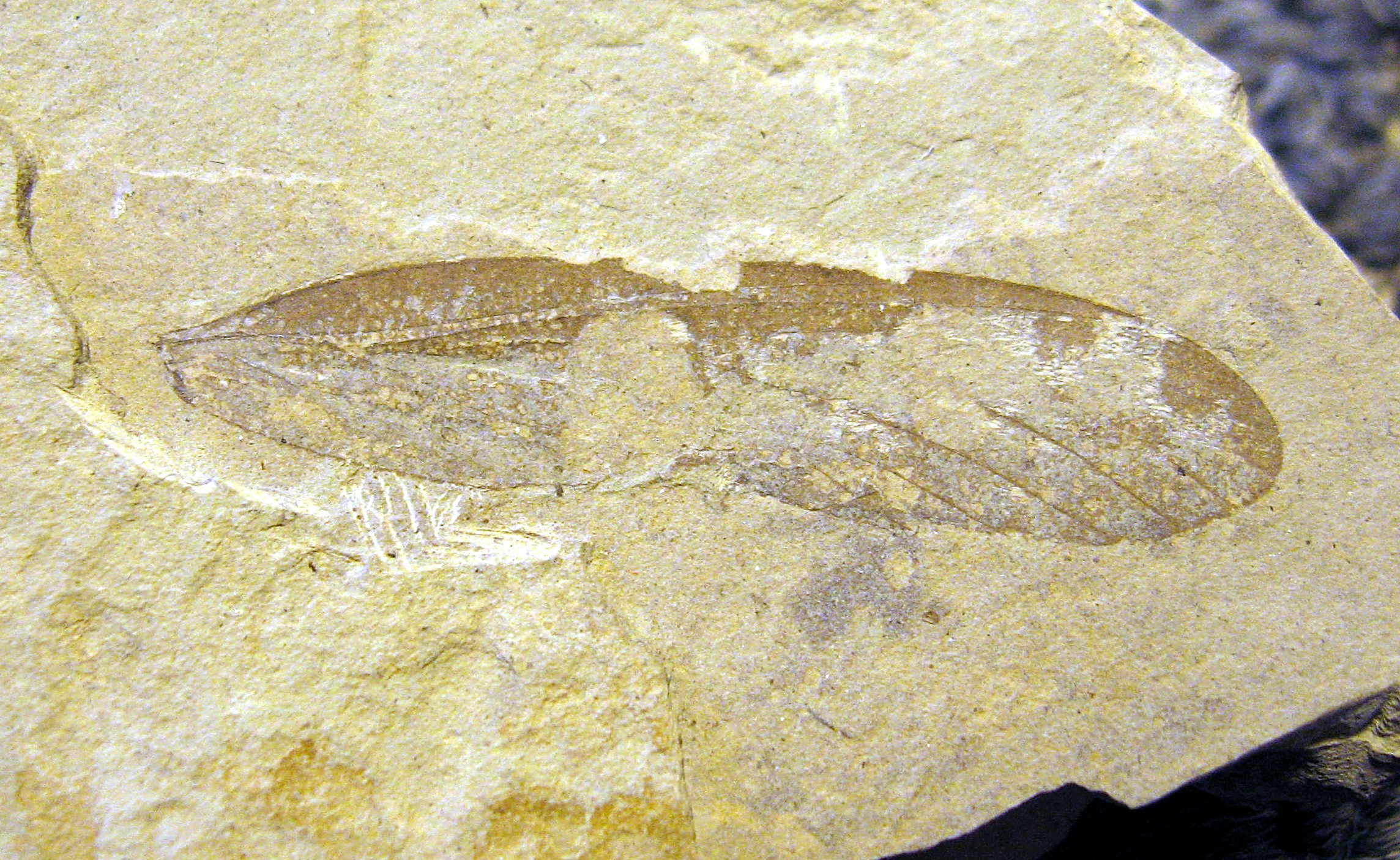
Ala fosilizada de Dinokanaga andersoni, del Eoceno de Estados Unidos